# جایزه بزرگ استرالیا
جایزه بزرگ استرالیا مسابقه رالی است که سالیانه در استرالیا برگزار می‌شود.
جایزه بزرگ استرالیا قدیمی‌ترین مسابقه رالی باقی‌مانده در استرالیا است که تا کنون ۷۹ بار از اولین دوره آن در جزیره فلیپ در سال ۱۹۲۸ برگزار شده‌است.
از سال ۱۹۸۵ این مسابقه تبدیل به رقابت‌های جهانی فرمول یک شده‌است.

## برندگان

### برندگان چندگانه (راننده‌ها)
| تعداد پیروزی‌ها | راننده        | سال‌های پیروزی          | سال‌های پیروزی |
| -------------- | ------------- | ---------------------- | ------------- |
| ۴              | لکس داویسون   | ۱۹۵۴, ۱۹۵۷, ۱۹۵۸, ۱۹۶۱ |               |
| ۴              | میشائل شوماخر | ۲۰۰۰, ۲۰۰۱, ۲۰۰۲, ۲۰۰۴ |               |
| ۳              | بیل تامپسون   | ۱۹۳۰, ۱۹۳۲, ۱۹۳۳       |               |
| ۳              | داگ ویتفورد   | ۱۹۵۰, ۱۹۵۲, ۱۹۵۳       |               |
| ۳              | جک برابام     | ۱۹۵۵, ۱۹۶۳, ۱۹۶۴       |               |
| ۳              | گراهام مک‌ری   | ۱۹۷۲, ۱۹۷۳, ۱۹۷۸       |               |
| ۳              | روبرتو مورنو  | ۱۹۸۱, ۱۹۸۳, ۱۹۸۴       |               |
| ۳              | آلن پروست     | ۱۹۸۲, ۱۹۸۶, ۱۹۸۸       |               |
| ۳              | جنسون باتن    | ۲۰۰۹, ۲۰۱۰, ۲۰۱۲       |               |
| ۲              | لس مورفی      | ۱۹۳۵, ۱۹۳۷             |               |
| ۲              | بروس مک‌لارن   | ۱۹۶۲, ۱۹۶۵             |               |
| ۲              | فرانک ماتیش   | ۱۹۷۰, ۱۹۷۱             |               |
| ۲              | مکس استوارت   | ۱۹۷۴, ۱۹۷۵             |               |
| ۲              | گرهارد برگر   | ۱۹۸۷, ۱۹۹۲             |               |
| ۲              | آیرتون سنا    | ۱۹۹۱, ۱۹۹۳             |               |
| ۲              | دیمون هیل     | ۱۹۹۵, ۱۹۹۶             |               |
| ۲              | دیوید کولتارد | ۱۹۹۷, ۲۰۰۳             |               |
| ۲              | کیمی رایکونن  | ۲۰۰۷, ۲۰۱۳             |               |

### برندگان چندگانه (سازنده‌ها)
| تعداد پیروزی‌ها | سازنده      | سال‌های پیروزی                                                          |
| -------------- | ----------- | ---------------------------------------------------------------------- |
| ۱۲             | مک‌لارن      | ۱۹۷۰, ۱۹۸۶, ۱۹۸۸, ۱۹۹۱, ۱۹۹۲, ۱۹۹۳, ۱۹۹۷, ۱۹۹۸, ۲۰۰۳, ۲۰۰۸, ۲۰۱۰, ۲۰۱۲ |
| ۱۰             | فراری       | ۱۹۵۷, ۱۹۵۸, ۱۹۶۹, ۱۹۸۷, ۱۹۹۹, ۲۰۰۰, ۲۰۰۱, ۲۰۰۲, ۲۰۰۴, ۲۰۰۷             |
| ۶              | Williams    | ۱۹۸۰, ۱۹۸۵, ۱۹۸۹, ۱۹۹۴, ۱۹۹۵, ۱۹۹۶                                     |
| ۵              | Cooper      | ۱۹۵۵, ۱۹۶۰, ۱۹۶۱, ۱۹۶۲, ۱۹۶۵                                           |
| ۴              | بوگاتی      | ۱۹۲۹, ۱۹۳۰, ۱۹۳۱, ۱۹۳۲                                                 |
| ۴              | ام‌جی        | ۱۹۳۵, ۱۹۳۷, ۱۹۳۹, ۱۹۴۷                                                 |
| ۴              | Lola        | ۱۹۷۴, ۱۹۷۵, ۱۹۷۷, ۱۹۷۹                                                 |
| ۴              | Ralt        | ۱۹۸۱, ۱۹۸۲, ۱۹۸۳, ۱۹۸۴                                                 |
| ۲              | Talbot-Lago | ۱۹۵۲, ۱۹۵۳                                                             |
| ۲              | مازراتی     | ۱۹۵۶, ۱۹۵۹                                                             |
| ۲              | برابام      | ۱۹۶۳, ۱۹۶۴                                                             |
| ۲              | BRM         | ۱۹۶۶, ۱۹۶۷                                                             |
| ۲              | Matich      | ۱۹۷۱, ۱۹۷۶                                                             |
| ۲              | McRae       | ۱۹۷۳, ۱۹۷۸                                                             |
| ۲              | رنو         | ۲۰۰۵, ۲۰۰۶                                                             |